# Nate Solder
Nathaniel Perry Solder (* 12. April 1988 in Denver, Colorado) ist ein ehemaliger US-amerikanischer American-Football-Spieler auf der Position des Offensive Tackles. Er spielte von 2018 bis 2021 für die New York Giants in der National Football League (NFL). Mit den New England Patriots, die ihn in der ersten Runde im NFL Draft 2011 ausgewählt hatten, gewann er den Super Bowl XLIX gegen die Seattle Seahawks und den Super Bowl LI gegen die Atlanta Falcons.

## College
Ähnlich wie sein späterer deutscher Tackle-Gegenpart bei den New England Patriots, Sebastian Vollmer, kam Solder als Tight End ins College und setzte zunächst ein Jahr aus („Redshirt“). Er fing 2007 drei Pässe, wurde dann aber aufgefordert, Muskelmasse anzutrainieren, um als Tackle spielen zu können. Von 2006 bis 2009 nahm er von 104 kg auf 138 kg zu. Von 2008 bis 2010 startete er dann jedes Spiel der Buffaloes.
In den spielfreien Zeiten engagierte sich Solder beispielsweise in Guatemala in einem Waisenhaus und in Italien nach dem Erdbeben von L’Aquila 2009.
Im letzten Jahr seiner College-Laufbahn wurde er von allen relevanten Organisationen einvernehmlich („consensus“) in das „2010 College Football All-America Team“ berufen und war zudem einer von drei Kandidaten für die Outland Trophy, wo er Gabe Carimi unterlag.

## NFL

### New England Patriots
Im NFL Draft 2011 wurde Solder an 17. Stelle von den New England Patriots ausgewählt. Diese für die erfolgreichen Patriots ungewöhnlich frühe Auswahlmöglichkeit („Pick“) war 2009 durch einen Spielertransfer erworben worden. Aufgrund der Verträge mit der Spielergewerkschaft CBA bekam Solder u. a. einen Einstiegsbonus von gut 4 Millionen Dollar.
Vor dem ersten Spiel der Saison 2011 wurde Vollmer mit Rückenproblemen als verletzt gemeldet. Neuling Solder ersetzte ihn auf der Position des Right Tackles und musste gegen die Miami Dolphins einen Sack zulassen. Am achten Spieltag Ende Oktober bei den Pittsburgh Steelers startete Solder noch als Right Tackle, wechselte sich aber mit Vollmer ab. Zudem ersetzte er teils den langjährigen Left Tackle Matt Light oder trat als zusätzlicher Tight End ("tackle eligible") auf, ohne einen Passfang zu verzeichnen. Im Februar 2012 unterlagen die New England Patriots im Super Bowl XLVI den New York Giants.
In der Saison 2012 ersetzte Solder den zurückgetretenen Light und nahm an mehr Spielzügen teil als jeder andere NFL-Angriffspieler. Zusätzlich nahm er noch an den Special Teams teil.
Im Frühjahr 2014 wurde bei Solder Hodenkrebs diagnostiziert, worauf der betroffene Hoden entfernt wurde. Solder verpasste nur Teile der Vorbereitung und spielte seine bislang erfolgreichste Saison.
Nach der Saison 2014 fing Solder im AFC Championship Game seinen ersten Pass für einen 16-Yards-Touchdown in einem deutlichen Sieg über die Colts. Die New England Patriots gewannen Super Bowl XLIX am 1. Februar 2015 mit 28:24 gegen die Seattle Seahawks.
Ein Jahr nach der Krebsdiagnose gab er diese im April 2015 anlässlich des „National Testicular Cancer Awareness Month“ bekannt.
Die Saison 2015 brachte für Solder eine Vertragsverlängerung im Wert von ca. 20 Millionen Dollar. Im Spiel gegen Dallas zog er sich eine schwere Verletzung des rechten Bizeps zu, wodurch für ihn die Saison beendet war.

### New York Giants
Im März 2018 unterschrieb er bei den New York Giants einen Vierjahresvertrag über 62 Millionen US-Dollar, 35 davon garantiert, was ihn zum höchstbezahlten Offensive Lineman der gesamten Liga machte.